# Hindilaan
De Hindilaan is een straat in Paramaribo die loopt van de Jagernath Lachmonstraat naar de Magnesiumstraat. De straat is vernoemd naar de taal Hindi, de oorspronkelijke taal van veel Hindoestanen.

## Bouwwerken
Op de hoek met de Jagernath Lachmonstraat staat de University of Applied Sciences and Technology (UNASAT). Op de andere hoek bevindt zich het yogacentrum Niketan. Verderop staat het pand van de stichting Suriname Hindi Parishad. Er is vervolgens een kruising met de Titaniumstraat en het einde is aan de Magnesiumstraat.

## Gedenktekens
Het volgende gedenkteken staat in de straat:
| Onderwerp    | Type       | Kunstenaar           | Onthulling | Locatie                 | Omschrijving                        |
| ------------ | ---------- | -------------------- | ---------- | ----------------------- | ----------------------------------- |
| Luchmon Sing | borstbeeld | onbekend (Italiaans) | 1923       | Suriname Hindi Parishad | succesvolle Hindoestaanse immigrant |